# Carlo Luigi di Baden
Carlo Luigi di Baden (Karlsruhe, 14 febbraio 1755 – Arboga, 16 dicembre 1801) fu principe ereditario del Margraviato di Baden.

## Biografia

### Infanzia

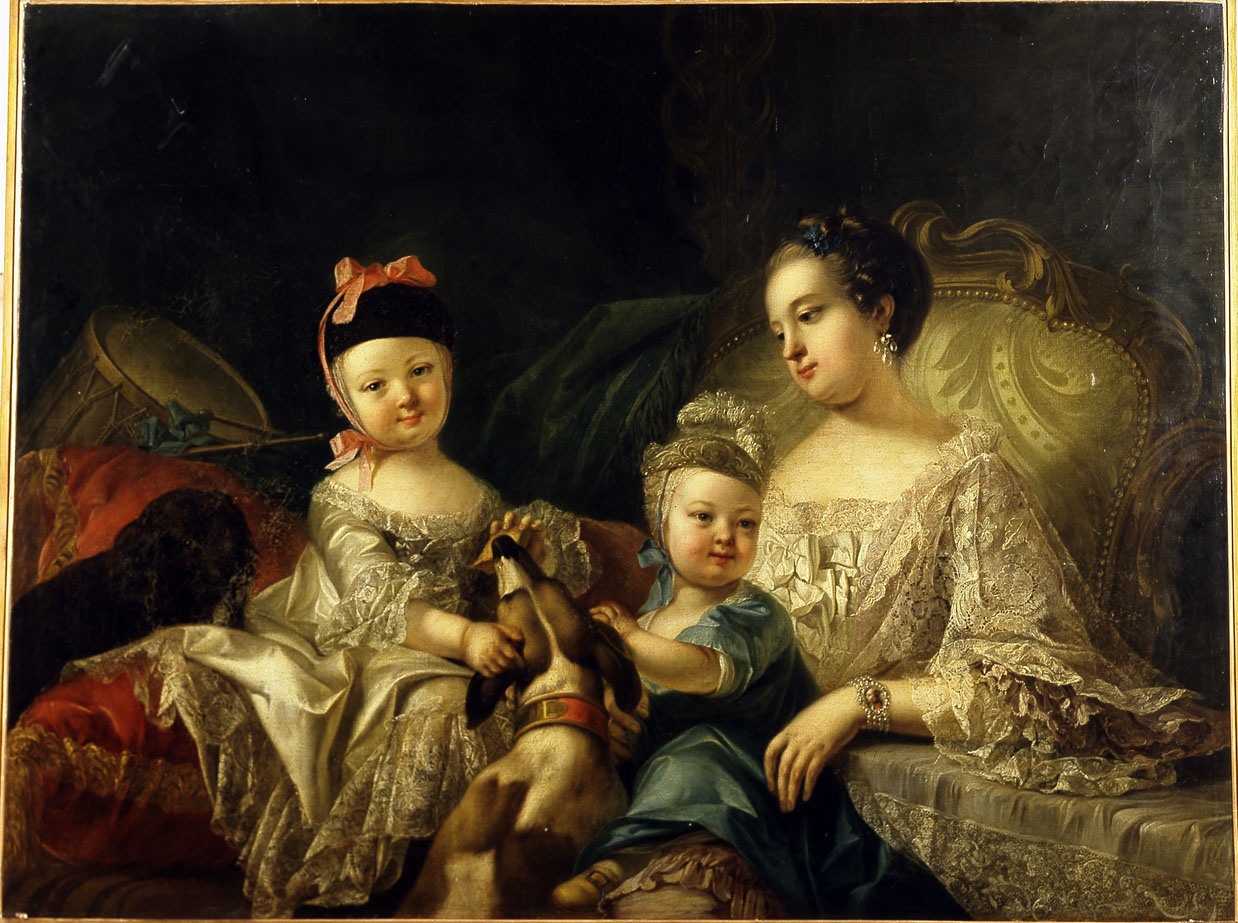
Carlo Luigi ritratto in tenera età con le sorelle

Era figlio del margravio Carlo Federico di Baden, e di sua moglie, Carolina Luisa d'Assia-Darmstadt. Il padre nel 1803 fu elevato a Principe Elettore e, successivamente nel 1806, fu Primo Granduca di Baden.
Venne descritto come obeso e malato. Carlo Luigi passò tutta la vita all'ombra del padre. Tuttavia, dal 1773, partecipò alle riunioni del Consiglio privato a Karlsruhe.

### Matrimonio

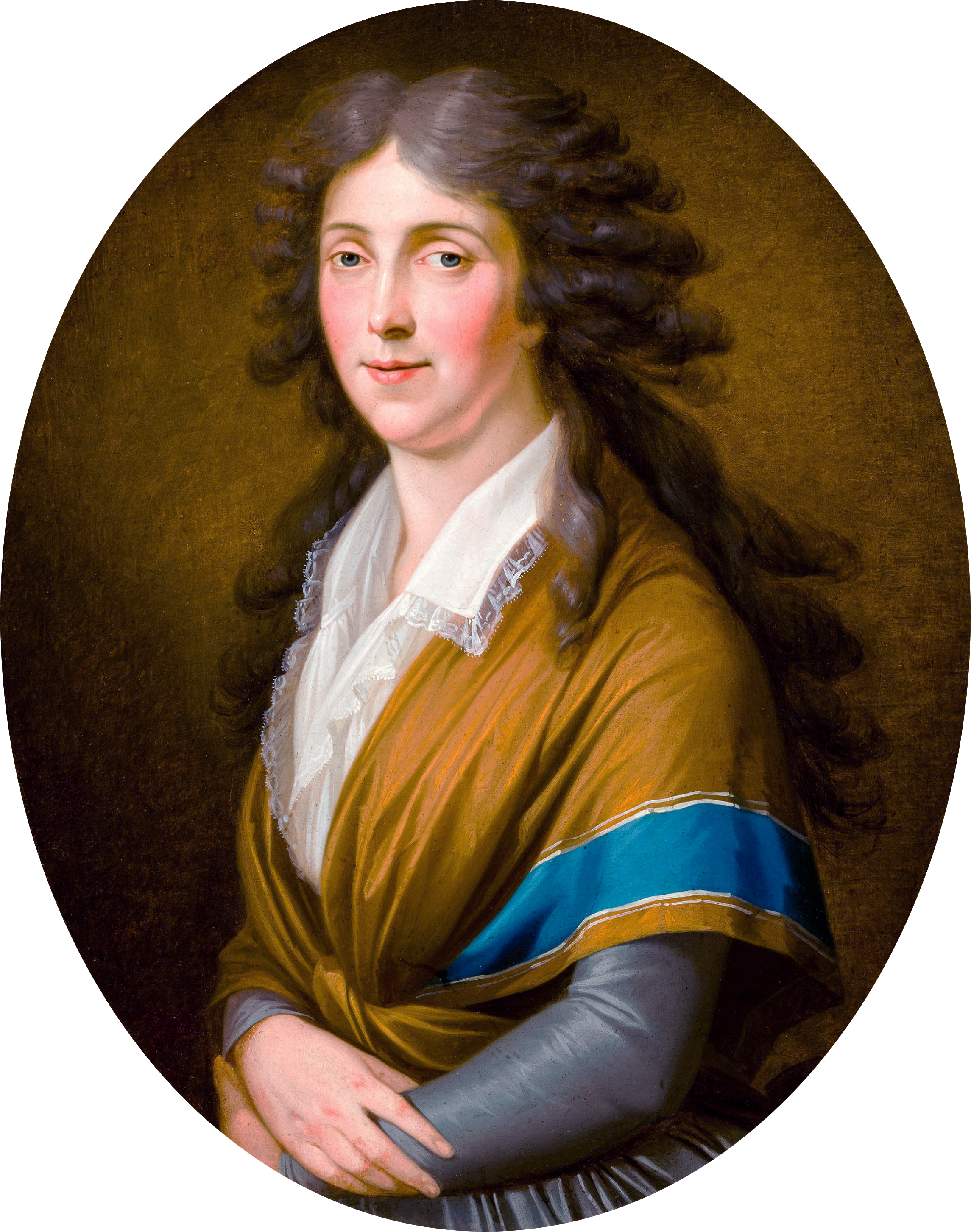
La principessa Amalia d'Assia-Darmstadt ritratta da Philipp Friedrich von Hetsch nel 1790, Castello di Bruchsal

Sposò, il 15 luglio 1774 a Darmstadt, Amalia, figlia del langravio Luigi IX d'Assia-Darmstadt.

### Carriera militare

Ritratto del principe Carlo Luigi del Baden
Carl Frederik von Breda, Castello di Gripsholm (1801)

Nel 1795 divenne generale. Dopo il matrimonio di sua figlia Luisa con l'erede al trono russo Alessandro, venne nominato al grado di generale della fanteria russa.

### Morte

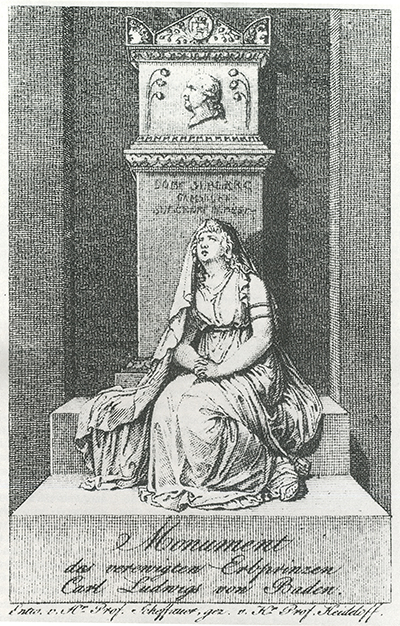
La tomba di Carlo Luigi

Nel 1801 Carlo Luigi, insieme alla moglie, andò a trovare sua figlia Luisa, che nel frattempo era diventata zarina. Sulla via del ritorno dalla Russia, visitò anche la figlia Federica, regina di Svezia. Al suo arrivo a Arboga, nel Castello di Gripsholm, Carlo Luigi venne colpito da un ictus.
Morì il 16 dicembre 1801. Fu sepolto nella Chiesa di Riddarholmen a Stoccolma. Il suo cuore venne posto nella chiesa di San Michele a Pforzheim.

## Discendenza
Carlo Luigi ed Amelia Frederica ebbero otto figli:
- Amalia (13 luglio 1776-26 ottobre 1823);
- Carolina (13 luglio 1776-13 novembre 1841), sposò Massimiliano di Zweibrücken;
- Luisa (24 gennaio 1779–16 maggio 1826), sposò Alessandro I di Russia;
- Federica (12 marzo 1781–25 settembre 1826), sposò Gustavo IV Adolfo di Svezia;
- Maria (7 settembre 1782–29 aprile 1808), sposò Federico Guglielmo di Brunswick;
- Carlo Federico (13 settembre 1784–1º marzo 1785);
- Carlo II di Baden (8 giugno 1786–8 dicembre 1818), sposò Stefania di Beauharnais;
- Guglielmina (10 settembre 1788–27 gennaio 1836), sposò Luigi II d'Assia.

## Ascendenza
|                                  |                                 |                                                | Genitori                                  |  |  | Nonni |  |  | Bisnonni                             |  |  | Trisnonni                     |  |
|                                  |                                 |                                                |                                           |  |  |       |  |  | Carlo III Guglielmo di Baden-Durlach |  |  | Federico VII di Baden-Durlach |  |
|                                  |                                 |                                                |                                           |  |  |       |  |  | Carlo III Guglielmo di Baden-Durlach |  |  | Federico VII di Baden-Durlach |  |
|                                  |                                 | Augusta Maria di Holstein-Gottorp              |                                           |  |  |       |  |  | Carlo III Guglielmo di Baden-Durlach |  |  |                               |  |
| Federico di Baden-Durlach        |                                 |                                                |                                           |  |  |       |  |  | Carlo III Guglielmo di Baden-Durlach |  |  |                               |  |
|                                  |                                 | Maddalena Guglielmina di Württemberg           | Guglielmo Ludovico di Württemberg         |  |  |       |  |  |                                      |  |  |                               |  |
|                                  |                                 | Maddalena Guglielmina di Württemberg           | Guglielmo Ludovico di Württemberg         |  |  |       |  |  |                                      |  |  |                               |  |
|                                  |                                 | Maddalena Guglielmina di Württemberg           | Maddalena Sibilla d'Assia-Darmstadt       |  |  |       |  |  |                                      |  |  |                               |  |
| Carlo Federico di Baden          |                                 | Maddalena Guglielmina di Württemberg           |                                           |  |  |       |  |  |                                      |  |  |                               |  |
|                                  |                                 | Giovanni Guglielmo Friso d'Orange              | Enrico Casimiro II di Nassau-Dietz        |  |  |       |  |  |                                      |  |  |                               |  |
|                                  |                                 | Giovanni Guglielmo Friso d'Orange              | Enrico Casimiro II di Nassau-Dietz        |  |  |       |  |  |                                      |  |  |                               |  |
|                                  |                                 | Giovanni Guglielmo Friso d'Orange              | Enrichetta Amalia di Anhalt-Dessau        |  |  |       |  |  |                                      |  |  |                               |  |
| Amalia di Nassau-Dietz           |                                 | Giovanni Guglielmo Friso d'Orange              |                                           |  |  |       |  |  |                                      |  |  |                               |  |
|                                  |                                 | Maria Luisa d'Assia-Kassel                     | Carlo I d'Assia-Kassel                    |  |  |       |  |  |                                      |  |  |                               |  |
|                                  |                                 | Maria Luisa d'Assia-Kassel                     | Carlo I d'Assia-Kassel                    |  |  |       |  |  |                                      |  |  |                               |  |
|                                  |                                 | Maria Luisa d'Assia-Kassel                     | Amalia di Curlandia                       |  |  |       |  |  |                                      |  |  |                               |  |
| Carlo Luigi di Baden             |                                 | Maria Luisa d'Assia-Kassel                     |                                           |  |  |       |  |  |                                      |  |  |                               |  |
|                                  | Ernesto Luigi d'Assia-Darmstadt | Luigi VI d'Assia-Darmstadt                     |                                           |  |  |       |  |  |                                      |  |  |                               |  |
|                                  | Ernesto Luigi d'Assia-Darmstadt | Luigi VI d'Assia-Darmstadt                     |                                           |  |  |       |  |  |                                      |  |  |                               |  |
|                                  | Ernesto Luigi d'Assia-Darmstadt | Elisabetta Dorotea di Sassonia-Gotha-Altenburg |                                           |  |  |       |  |  |                                      |  |  |                               |  |
| Luigi VIII d'Assia-Darmstadt     | Ernesto Luigi d'Assia-Darmstadt |                                                |                                           |  |  |       |  |  |                                      |  |  |                               |  |
|                                  |                                 | Dorotea Carlotta di Brandeburgo-Ansbach        | Alberto II di Brandeburgo-Ansbach         |  |  |       |  |  |                                      |  |  |                               |  |
|                                  |                                 | Dorotea Carlotta di Brandeburgo-Ansbach        | Alberto II di Brandeburgo-Ansbach         |  |  |       |  |  |                                      |  |  |                               |  |
|                                  |                                 | Dorotea Carlotta di Brandeburgo-Ansbach        | Sofia Margherita di Oettingen-Oettingen   |  |  |       |  |  |                                      |  |  |                               |  |
| Carolina Luisa d'Assia-Darmstadt |                                 | Dorotea Carlotta di Brandeburgo-Ansbach        |                                           |  |  |       |  |  |                                      |  |  |                               |  |
|                                  |                                 | Giovanni Reinardo III di Hanau-Lichtenberg     | Giovanni Reinardo II di Hanau-Lichtenberg |  |  |       |  |  |                                      |  |  |                               |  |
|                                  |                                 | Giovanni Reinardo III di Hanau-Lichtenberg     | Giovanni Reinardo II di Hanau-Lichtenberg |  |  |       |  |  |                                      |  |  |                               |  |
|                                  |                                 | Giovanni Reinardo III di Hanau-Lichtenberg     | Anna Maddalena di Birkenfeld-Bischweiler  |  |  |       |  |  |                                      |  |  |                               |  |
| Carlotta di Hanau-Lichtenberg    |                                 | Giovanni Reinardo III di Hanau-Lichtenberg     |                                           |  |  |       |  |  |                                      |  |  |                               |  |
|                                  |                                 | Dorotea Federica di Brandeburgo-Ansbach        | Giovanni Federico di Brandeburgo-Ansbach  |  |  |       |  |  |                                      |  |  |                               |  |
|                                  |                                 | Dorotea Federica di Brandeburgo-Ansbach        | Giovanni Federico di Brandeburgo-Ansbach  |  |  |       |  |  |                                      |  |  |                               |  |
|                                  |                                 | Dorotea Federica di Brandeburgo-Ansbach        | Giovanna Elisabetta di Baden-Durlach      |  |  |       |  |  |                                      |  |  |                               |  |
|                                  |                                 | Dorotea Federica di Brandeburgo-Ansbach        |                                           |  |  |       |  |  |                                      |  |  |                               |  |